# Koldo Aguirre
Koldo Aguirre Bidaurrazaga (Sondica, 27 de abril de 1939-Bilbao, 3 de julio de 2019), conocido como Koldo Aguirre, fue un futbolista y entrenador español.

## Trayectoria

### Como jugador
Se inició como futbolista en uno de los equipos de su localidad natal, Sondica (Herrería), de donde pasó al C. D. Guecho. Con apenas diecisiete años se incorporó al Athletic Club. Jugó de centrocampista en el Athletic Club entre 1957 y 1969. Su actuación más elogiada tuvo lugar el 10 de octubre de 1965, cuando marcó cuatro goles entre los minutos 71 y 84 para dar la vuelta al marcador y vencer por tres a cuatro al R. C. D. Español, que tenía a Carmelo como guardameta. Tras 296 partidos y 64 goles fichó por el CE Sabadell en 1969, donde se retiró en 1970.

#### Selección nacional
Fue internacional en siete ocasiones con la selección española. Su debut se produjo el 19 de abril de 1961 en una victoria ante Gales por 1-2, clasificatorio para el Mundial de 1962. El 8 de mayo de 1965 disputó su último partido con el combinado nacional ante Escocia (0-0).

### Como entrenador
Su primer equipo como entrenador fue el Bilbao Athletic, en la campaña 1975-76. En 1976 ascendió al Athletic Club. En su primera campaña logró los subcampeonatos de la Copa del Rey 1977 y la Copa de la UEFA 1977. En el equipo bilbaíno pasó tres temporadas, dirigiendo 137 encuentros.
En noviembre de 1979 fichó por el Hércules, donde pasó tres temporadas. En su última temporada sufrió el descenso a Segunda División, después del cual abandonó el equipo alicantino.
En marzo de 1983 llegó al Valencia, vicecolista a falta de siete jornadas, con diecisiete puntos. El equipo valenciano llegó colista a la última jornada, con 23 puntos, necesitando una victoria ante el líder, el Real Madrid, que a su vez se estaba disputando el título de Liga con el Athletic Club. El equipo ché venció 1-0, con gol de Tendillo, y el Athletic Club venció 1-5 a Las Palmas, que se jugaba la permanencia. Así, el equipo valenciano logró la permanencia con veinticinco puntos, siendo Las Palmas uno de los equipos descendidos con veinticinco puntos y el Athletic Club fue campeón de Liga.
Fue entrenador del Mallorca en el inicio de la temporada 1983-84, no obstante, fue cesado después de no haber ganado ninguno de los once partidos. En febrero de 1986 se hizo cargo del CD Logroñés, en Segunda División, aunque sólo logró tres victorias en trece jornadas. También, entrenó al UE Lleida en la campaña 1988-89, siendo despedido después de dieciséis jornadas.
En 1991 regresó al Athletic Club, en esta ocasión para dirigir a alguno de los equipos de las categorías inferiores. En la temporada 1993-94 dirigió al Bilbao Athletic en Segunda División.
Su último equipo como entrenador fue el Barakaldo, al que dirigió las últimas veinticinco jornadas de la 1995-96 y las diez primeras de la 1996-97. Posteriormente desarrolló una labor importante como embajador de las peñas oficiales del Athletic Club junto a José María Argoitia.
El 2 de mayo de 2019 tuvo su último acto público al recoger un brazalete conmemorativo por la final de Copa de 1958, en la que el Athletic Club derrotó al Real Madrid. Falleció, el 3 de julio, a los 80 años de edad. Su funeral se llevó a cabo el viernes 5 de julio, a las 18:00 en la iglesia de San Pedro de Deusto, según una declaración oficial del Athetic Club.

## Clubes

### Como jugador
| Club                         | País   | Año       |
| ---------------------------- | ------ | --------- |
| Athletic Club                | España | 1958-1969 |
| Centre d'Esports Sabadell FC | España | 1969-1970 |

### Como entrenador
| Club                     | País   | Año       |
| ------------------------ | ------ | --------- |
| Bilbao Athletic          | España | 1975-1976 |
| Athletic Club            | España | 1976-1979 |
| Hércules de Alicante     | España | 1979-1982 |
| Valencia Club de Fútbol  | España | 1983      |
| RCD Mallorca             | España | 1983      |
| Club Deportivo Logroñés  | España | 1986      |
| Unió Esportiva Lleida    | España | 1988      |
| Bilbao Athletic          | España | 1993-1994 |
| Barakaldo Club de Fútbol | España | 1995-1996 |

## Palmarés
| Título                | Club          | País   | Año  |
| --------------------- | ------------- | ------ | ---- |
| Copa del Generalísimo | Athletic Club | España | 1958 |
| Copa del Generalísimo | Athletic Club | España | 1969 |